# Michel Malaussena
Pour les articles homonymes, voir Malausséna.
Michel Malaussena, né le 16 février 1954 à Nice, est un producteur et réalisateur de télévision français.

## Biographie
Après des débuts en tant qu'assistant, aux côtés de Stéphane Collaro, il travaillera comme producteur notamment avec Christophe Dechavanne (C'est encore mieux l'après-midi), Mireille Dumas, Thierry Ardisson (Bain de minuit, Lunettes noires pour nuit blanche, Télézebre), Karl Zéro (Le vrai journal, 60 jours 60 nuits, Le journal des bonnes nouvelles renommé quelques mois après Le Contre-journal) et de nouveau Thierry Ardisson (Salut les Terriens !). 
En 2008, il publie un livre intitulé Les Animatueurs, où il révèle avec humour la face parfois bien peu reluisante d'animateurs de la télévision avec qui il a collaboré, comme Stéphane Collaro, Mireille Dumas, Thierry Ardisson, Nagui et Karl Zéro,. Le livre a été vendu à 50 000 exemplaires.
Il sera mis en cause dans l’affaire Dominique Baudis, en corrélation avec l’affaire Allègre, pour avoir payé un véhicule de 10 700 euros à Fanny, une des prostituées qui accusait Baudis de torture et de proxénétisme sur sa personne. Michel Malaussena, réalisateur du Vrai Journal sur Canal + à l’époque, réglera l'achat par virement bancaire au grand étonnement du concessionnaire. 
En 2009, il publie un deuxième livre intitulé Et pourquoi pas Hollywood ? où il raconte ses débuts rocambolesques dans des sociétés de cinéma de série Z et X, avant de rentrer à la télévision.

## Ouvrages
- Michel Malausséna, Les Animatueurs, Paris, Jean-Claude Gawsewitch Éditeur, coll. « Coup de gueule », 7 février 2008, 315 p. (ISBN 978-2-35013-117-7 et 2-35013-117-3)
- Michel Malausséna, Et pourquoi pas Hollywood ?, Paris, Jean-Claude Gawsewitch Éditeur, coll. « Coup de gueule », 7 février 2009, 283 p. (ISBN 978-2-35013-117-7 et 2-35013-117-3)
- Michel Malausséna, L'empire des pires, Paris, Massot Editions, 2023, 233 p. (ISBN 978-2-38035-395-2)